# کریس پیل
کریس پیل (انگلیسی: Chris Pile؛ زادهٔ ۴ آوریل ۱۹۶۷) بازیکن فوتبال سابق اهل انگلستان است. وی در پست دروازه‌بان بازی می‌کرد که بر اثر جراحت دیگر نتوانست ادامه دهد.
از باشگاه‌هایی که در آن بازی کرده‌است می‌توان به باشگاه فوتبال بری، باشگاه فوتبال ساوتپورت، باشگاه فوتبال ترانمره راورز، و باشگاه فوتبال لیورپول اشاره کرد.